# Carlo Lizzani
Carlo Lizzani est un réalisateur, scénariste, acteur et producteur de cinéma italien, né le 3 avril 1922 à Rome, ville où il est mort le 5 octobre 2013.

## Biographie

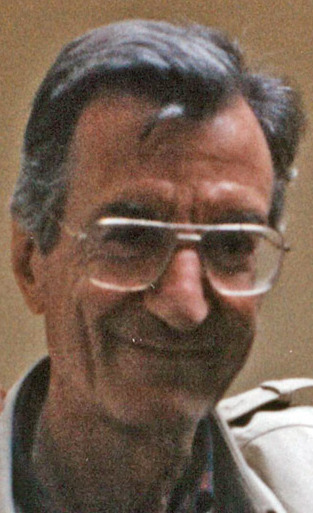
Carlo Lizzani en 1996.

Carlo Lizzani a participé au scénario et à la mise en scène du film Riz amer de Giuseppe De Santis, sorti en 1949. Il était alors encore jeune assistant et n'avait à son actif que Le soleil se lèvera encore (Il Sole sorge ancora) (1946) de Aldo Vergano, dans lequel il jouait aussi comme acteur, et Allemagne année zéro (Germania anno zero de Roberto Rossellini, 1948).
Auparavant, il avait, au cours des années 1940-1943, contribué par divers articles aux revues Cinema, Bianco e Nero (titre se référant au cinéma Noir Blanc), ainsi qu'à l'organe officiel du groupe universitaire fasciste, Roma fascista.
En 1943, après l'armistice de Cassibile, il participe en tant que partisan à la Résistance romaine et adhère au Parti communiste italien.
Son premier long métrage, Achtung! Banditi! (1951), est un hommage exalté au combat des résistants antifascistes italiens. Mais, c'est surtout La Chronique des pauvres amants (Cronaca di poveri amanti) (1954), adaptation d'un roman de Vasco Pratolini, qui lui vaudra la consécration internationale avec un prix au Festival de Cannes. L'évocation de la Résistance et des événements liés à la Seconde Guerre mondiale aura été un de ses thèmes favoris puisqu'il y reviendra dans Traqués par la Gestapo (L'Oro di Roma, 1961), sur la déportation des juifs de Rome, et dans Le Procès de Vérone (1963), sur l'exécution du comte Galeazzo Ciano par les extrémistes mussoliniens. 
Le critique Claudio Carabba le jugera habile à la fois dans sa lecture de La Chronique des vieux amants et de l'histoire nationale dans Le Procès de Vérone.
Au fil des années, il s'est rapproché des idées de gauche et du syndicalisme, et fut notamment cosignataire d'une pétition contre le commissaire Luigi Calabresi, avant l'assassinat de celui-ci. De 1979 à 1982, il fut directeur de la Mostra de Venise.
En 1987, il a été filmé par Gérard Courant pour sa série cinématographique Cinématon. Il est le numéro 915 de cette anthologie.
Il était chargé de cours à l'Académie Act Multimedia de Cinecittà, à Rome.
Carlo Lizzani s'est suicidé le 5 octobre 2013 en sautant du balcon du troisième étage de son appartement dans le centre de Rome.

## Filmographie

### Réalisateur

#### Cinéma (fictions)
- 1951 : Achtung! Banditi!
- 1952 : Dans les faubourgs de la ville (Ai margini della metropoli)
- 1953 : L'Amour à la ville (L'amore in città)
- 1954 : La Chronique des pauvres amants (Cronache di poveri amanti)
- 1954 : Torpilles humaines (Siluri umani)
- 1955 : Lo svitato (it)
- 1959 : Esterina
- 1960 : Le Bossu de Rome (Il gobbo)
- 1961 : Le Carabinier à cheval (Il carabiniere a cavallo) de Carlo Lizzani
- 1961 : Traqués par la gestapo (L'oro di Roma)
- 1963 : Le Procès de Vérone (Il processo di Verona)
- 1964 : Amori pericolosi coréalisé avec Alfredo Giannetti et Giulio Questi - segment La ronda
- 1964 : La Vie aigre (La vita agra), d'après Luciano Bianciardi
- 1965 : Thrilling
- 1965 : La Célestine (La Celestina P... R...)
- 1965 : Guerre secrète (The Dirty Game) coréalisé avec Christian-Jaque, Werner Klingler et Terence Young
- 1966 : Lutring... réveille-toi et meurs (Svegliati e uccidi)
- 1966 : Du sang dans la montagne (Un fiume di dollari)
- 1967 : Tue et fais ta prière (Requiescant)
- 1968 : Bandits à Milan (Banditi a Milano)
- 1969 : La Maîtresse de Gramigna (L'amante di Gramigna)
- 1969 : La Contestation ou Évangile 70 (Amore e rabbia)
- 1969 : Barbagia (it)
- 1971 : Scandale à Rome (Roma bene)
- 1972 : La Vengeance du Sicilien (Torino nera)
- 1974 : Jo le fou (Crazy Joe)
- 1974 : Les Derniers Jours de Mussolini (Mussolini ultimo atto)
- 1975 : Storie di vita e malavita
- 1976 : San Babila : Un crime inutile (San Babila ore 20: un delitto inutile)
- 1977 : Fontamara
- 1977 : Double Plaisir (Kleinhoff Hotel)
- 1983 : La casa del tappeto giallo
- 1985 : Mamma Ebe
- 1988 : Caro Gorbaciov
- 1991 : Cattiva
- 1996 : Remake, Rome ville ouverte (Celluloide)
- 2005 : La Passione Di Angela (cy)
- 2007 : Hotel Meina

#### Cinéma (documentaires)
- 1949 : Viaggio al sud
- 1949 : Via Emilia Km 147
- 1950 : Modena, città dell'Emilia Rossa
- 1950 : Nel Mezzogiorno qualcosa è cambiata
- 1958 : La muraglia cinese (it)
- 1973 : Facce dell'Asia che cambia
- 1984 : L'addio a Enrico Berlinguer
- 1987 : Roma imago urbis (it) — épisodes Capitolium et Flumen
- 1989 : 12 registi per 12 città — segment Cagliari
- 1999 : Luchino Visconti, la vie comme un roman
- 2000 : Roberto Rossellini: Frammenti e battute
- 2001 : Un altro mondo è possibile

#### Télévision
- 1983 : C'era una volta un re e il suo popolo
- 1984 : Nucleo zero
- 1985 : Un'isola
- 1987 : Quattro storie di donne : épisode Emma
- 1988 : Série noire : épisode Cause à l'autre
- 1989 : La formula mancata (feuilleton télévisé)
- 1993 : Il caso Dozier
- 1998 : La donna del treno (feuilleton télévisé)
- 2002 : Maria Josè - L'ultima regina (feuilleton télévisé)
- 2004 : Le cinque giornate di Milano

### Scénariste
- 1946 : Le soleil se lèvera encore (Il sole sorge ancora) d'Aldo Vergano
- 1948 : Allemagne année zéro (Germania anno zero) de Roberto Rossellini
- 1949 : Riz amer (Riso amaro) de Giuseppe De Santis
- 1950 : Pâques sanglantes (Non c'è pace tra gli ulivi) de Giuseppe De Santis
- 1951 : Achtung! Banditi! de Carlo Lizzani
- 1952 : Dans les faubourgs de la ville (Ai margini della metropoli) de Carlo Lizzani
- 1954 : La Chronique des pauvres amants (Cronache di poveri amanti) de Carlo Lizzani
- 1954 : Torpilles humaines (Siluri umani) de Carlo Lizzani
- 1955 : Lo svitato (it) de Carlo Lizzani
- 1960 : Le Bossu de Rome (Il gobbo) de Carlo Lizzani
- 1961 : Traqués par la Gestapo (L'oro di Roma) de Carlo Lizzani
- 1961 : Les Horaces et les Curiaces (Orazi e Curiazi) de Ferdinando Baldi et Terence Young
- 1964 : Amori pericolosi - segment La ronda de Carlo Lizzani
- 1965 : La Célestine (La Celestina P... R...) de Carlo Lizzani
- 1968 : Banditi a Milano de Carlo Lizzani
- 1969 : La Maîtresse de Gramigna (L'amante di Gramigna) de Carlo Lizzani
- 1969 : La Contestation (Amore e rabbia) — segment L'indifferenza de Carlo Lizzani
- 1969 : Barbagia (it) de Carlo Lizzani
- 1971 : Scandale à Rome (Roma bene) de Carlo Lizzani
- 1973 : Facce dell'Asia che cambia de Carlo Lizzani
- 1974 : Les Derniers Jours de Mussolini (Mussolini: Ultimo atto) de Carlo Lizzani
- 1975 : Storie di vita e malavita de Carlo Lizzani
- 1976 : San Babila : Un crime inutile (San Babila ore 20: un delitto inutile) de Carlo Lizzani
- 1977 : Fontamara de Carlo Lizzani
- 1984 : Nucleo zero (TV)
- 1985 : Un isola' (TV)
- 1985 : Mamma Ebe de Carlo Lizzani
- 1987 : La monaca di Monza (it) de Luciano Odorisio
- 1988 : Caro Gorbaciov de Carlo Lizzani
- 1996 : Remake, Rome ville ouverte (Celluloide) de Carlo Lizzani
- 1998 : La donna del treno (feuilleton TV)
- 2002 : Maria Josè, l'ultima regina (feuilleton TV)
- 2005 : La Passione Di Angela (cy) de Carlo Lizzani

### Acteur
- 1946 : Le soleil se lèvera encore (Il sole sorge ancora) d'Aldo Vergano : Don Camillo
- 1947 : Chasse tragique (Caccia tragica) de Giuseppe De Santis : Le vétéran dans le comité
- 1968 : Bandits à Milan (Banditi a Milano) de Carlo Lizzani : L'officier de police
- 1969 : Barbagia (it) de Carlo Lizzani : Le journaliste
- 1991 : Barocco de Claudio Sestieri : Filippo
- 1987 : Cinématon #915 de Gérard Courant : lui-même
- 1997 : Cosa c'entra con l'amore de Marco Speroni
- 2000 : Giochi pericolosi (TV)
- 2002 : Jean XXIII - le pape du peuple (Papa Giovanni - Ioannes XXIII) (TV) : Pie XII
- 2005 : Edda (TV)

### Producteur
- 1966 : Lutring... réveille-toi et meurs (Svegliati e uccidi) de Carlo Lizzani
- 1967 : Tue et fais ta prière (Requiescant) de Carlo Lizzani
- 1969 : La Contestation (Amore e rabbia) de Carlo Lizzani

## Distinctions
- Chevalier grand-croix de l'Ordre du Mérite de la République italienne (en 2002)[5].
- Grand officier de l'Ordre du Mérite de la République italienne (en 1996)[6].

## Publication
- Le Cinéma italien, préface de Georges Sadoul, Éditeurs Français Réunis, 1955.